# Jimmy Martin
Jimmy Martin, (Hancock megye, 1927. augusztus 10. – Nashville, 2005. május 14.) amerikai biuegrass énekes, dalszerző. A Grand Ole Opry tagja.
| Jimmy Martin                              | Jimmy Martin                              |
| Kattints az alábbi külső linkek egyikére! | Kattints az alábbi külső linkek egyikére! |
| ----------------------------------------- | ----------------------------------------- |
| Nem található szabad kép.(?)              |                                           |
| külső link · jogvédett                    | Jimmy Martin                              |

## Pályafutása
Martin a Tennessee-i kemény mezőgazdasági életében nőtt fel. Sneedville közelében nőtt fel, templomban és a környező farmokról származó barátaival énekelt. Már az édesanyja és mostohaapja is gospelt énekelt. Tizenéves korában gitározott egy helyi zenekarban, később pedig már Tex Climerrel és a Blue Band Coffee Boys-szal a rádióban szerepelt.
Jimmy Martin huszonkétévesen meghallgatásra jelentkezett Bill Monroe-hoz Nashville-ben, (Tennessee), hogy pótolja Mac Wiseman-t, aki korábban elhagyta a zenekart. Martin lenyűgözte Monroe-t. A következő négy évben Monroe-val játszott. Összesen 46 lemezt vett fel vele a Decca Recordsnál. Gitárosként kulcsszerepet játszott a Lonesome High-Sounds hangzásvilágának megteremtésében, amely lassabb ritmust és még magasabb vokális részeket jellemzett.
1951-ben Martin számos lemezt vett fel Sonny Osborne-nal a King Recordsnál, és játszott Bill Monroe Shanadoah Valley Triójában. Ezek a Columbia Recordsnál jelentek meg. Gyakran szerepelt a Louisiana Hayride és a Wheeling rendezvényeken, a nyugat-virginiai WWVA Jamboree-n (az 1960-as években átnevezték Jamboree USA-ra).
1954-ben a Monroe-val való együttműködése végre véget ért. 1955-ben megalapította a Sunny Mountain Boys együttest. A Grand Ole Opry-ban való fellépések mellett a Louisiana Hayride-on és a WWVA Jamboree-n is játszott.
1956 elején szerződött a Decca Recordsnál. A következő két évben több alkalommal is a top 40-es listára került. Az 1960-as években több sikeres slágere is volt. Keresett zenész lett különféle bluegrass rendezvényeken. Legnagyobb slágerei közé tartozik a Hit Parade Of Love, a Sophronie, a Tennessee és a Widow Maker.
Miután Martin 1974-ben elhagyta a Deccát, először a Starday Recordsnál, majd a Gusto Recordsnál kapott lemezszerződést. Majdnem egy évtizedig maradt a Gusto-val, és ott hat albumot adott ki ott.
Az 1980-as években megalapította saját kiadóját, mert a Gusto-nak be kellett zárnia.
1999-ben jelent meg életrajza. Martin haláláig szerepelt a nyilvánosság előtt. 78 éves korában hunyt el rákban, Nashville-ben.

## Albumok
- 1960: Good'n Country
- 1962: Country Music Time
- 1963: This World Is Not My Home
- 1964: Widow Maker
- 1965: Sunny Side of the Mountain
- 1966: Good'n Country Music
- 1967: Big and Country Instrumentals
- 1968: Tennessee 42
- 1969: Free Born Man
- 1970: Singing All Day
- 1972: I'd Like to Be Sixteen Again
- 1973: Moonshine Hollow
- 1974: Fly Me to Frisco
- 1978: Greatest Bluegrass Hits
- 1980: Will the Circle Be Unbroken
- 1980: Me'n Old Pete
- 1980: To Mother at Christmas
- 1980: First Time Together (és Ralph Stanley)
- 1982: One Woman Man

## Filmek
- 1991: High Lonesome: The Story of Bluegrass Music című dokumentumfilm
- 2003: dokumentumfilm az életéről: a King of Bluegrass: The Life and Times of Jimmy Martin

## Díjak
- 1995: International Bluegrass Music Hall of Fame